# ЭС Сетиф
«ЕС Сетиф» (фр. Entente Sportive de Sétif) — алжирский футбольный клуб из Сетифа. Выступает в чемпионате Алжира. Основан в 1958 году. Домашние матчи проводит на стадионе «8 мая 1945 года», вмещающем 30 000 зрителей.

## История
«ЕС Сетиф» является одним из трёх алжирских клубов, которым удалось стать победителем престижнейшего континентального турнира — Кубка чемпионов КАФ, причём сделал он это дважды. В финале Африканского Кубка чемпионов 1988 года «Черные ястребы» по сумме двух матчей оказались сильнее нигерийского «Ивуаньяву Нэйшнл» — 4:1, а в финале Лиги чемпионов КАФ 2014 также по сумме двух матчей ЕС Сетиф оказался сильнее клуба из ДР Конго «Вита» — 3:3 (за счёт гола, забитого на чужом поле). Помимо африканского золота, в коллекции «Сетифа» имеются шесть побед в национальном первенстве, последнее из которых датируется 2013 годом, шесть побед в Кубке Алжира, звание клубного чемпиона Азии и Африки 1989 года, а также две победы в Арабской лиге чемпионов в 2007 и 2008 годах.

## Достижения

### Местные
- Чемпион Алжира — 8 (1968, 1987, 2007, 2012, 2013, 2015, 2017)

- Обладатель Кубка Алжира — 8 (1963, 1964, 1967, 1968, 1980, 1989, 2010, 2012)

- Обладатель Суперкубка Алжира — 1 (2015)

### Международные
- Лига чемпионов КАФ (1)
  - Победитель: 1988, 2014

- Суперкубок КАФ (1) 
  - Победитель: 2015

- Арабская лига чемпионов (2)
  - Победитель: 2007, 2008

- Кубок чемпионов УНАФ
  - Победитель: 2009

- Клубный чемпионат Азии и Африки (1)
  - Победитель: 1989